# Kano Kenta
Kenta Kano (sinh ngày 2 tháng 5 năm 1986) là một cầu thủ bóng đá người Nhật Bản.

## Sự nghiệp câu lạc bộ
Kenta Kano đã từng chơi cho Yokohama F. Marinos, Kashiwa Reysol và Kawasaki Frontale.